# Ptéleo (Tesalia)

Mapa con algunas de las principales ciudades de la antigua Tesalia y zonas adyacentes. Ptéleo estaba situada en la costa, al sur del golfo de Págasas.

Ptéleo (en griego, Πτελεός) es el nombre de una antigua ciudad griega de Tesalia, que fue mencionada por Homero en el catálogo de las naves de la Ilíada.
Estrabón comenta que de Ptéleo de Tesalia era la ciudad de donde procedían los colonos que habían fundado la ciudad del mismo nombre en la región de Élide. Artemidoro de Éfeso la ubicaba a 110 estadios de Halo.
En el año 200 a. C., durante la segunda guerra macedónica, mientras los romanos y las tropas de Atalo asediaban Óreo, Ptéleo fue atacada por una parte del ejército de Atalo.
Se localiza en un lugar próximo al canal de Tríkeri, en una colina llamada Gritsa, cerca de una población que conserva el antiguo nombre de Pteleos. Allí se han encontrado restos de un asentamiento del periodo Heládico Medio así como restos de cerámica micénica. También se han excavado varios tholos del periodo Heládico tardío. Uno de ellos también contiene material del protogeométrico.